# Tältklänning

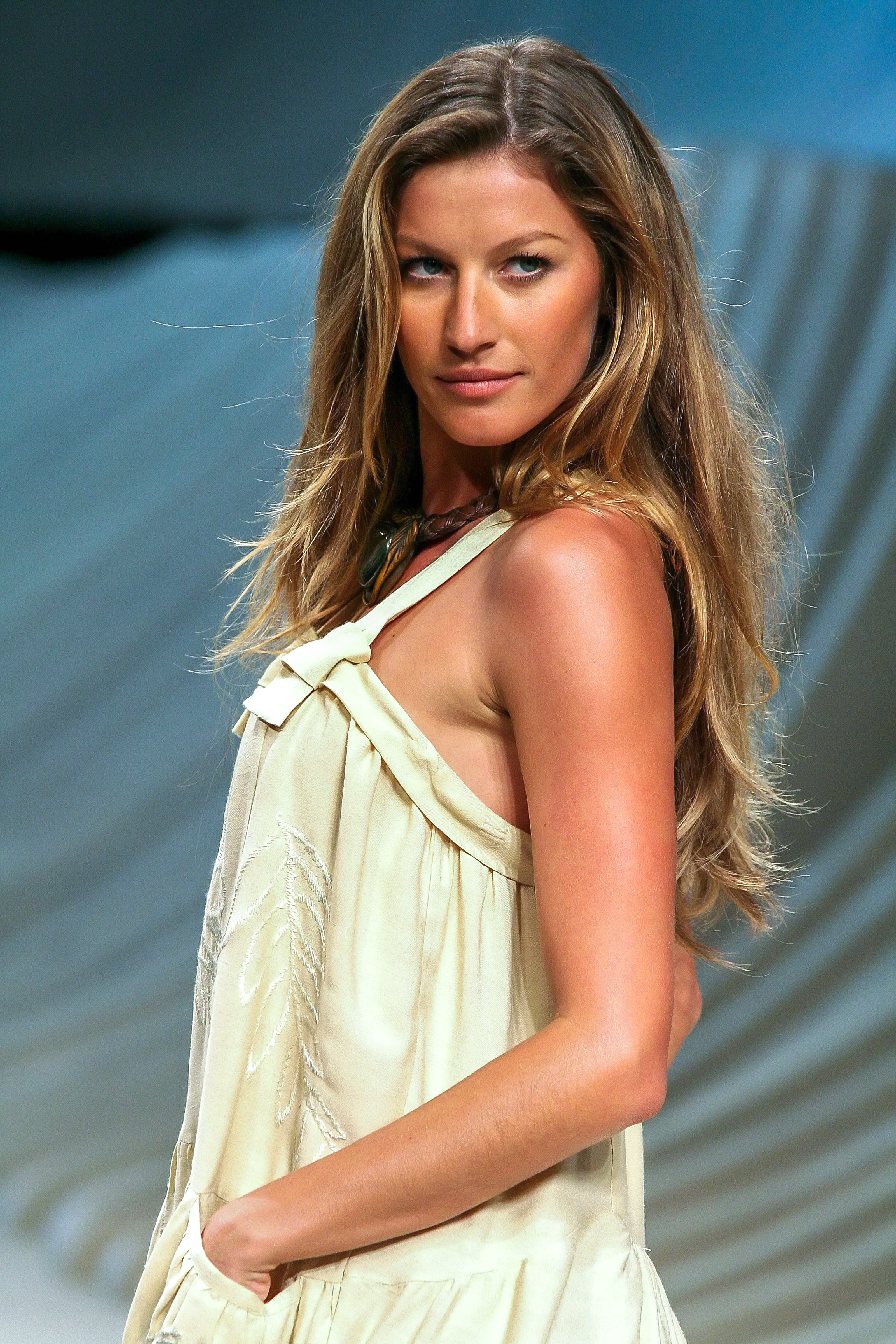
Gisele Bundchen i en tältklänning.

Tältklänning, A-formad, vadlång eller fotsid klänning, på 1960- och 1970-talet en (ofta mönstrad) specialitet hos finska Marimekko. De är löst hängande utan markerad midja.  Tältklänningar var modernt 2007.